# Igreja Ortodoxa de Chipre
A Igreja Ortodoxa de Chipre (em grego: Ἐκκλησία τῆς Κύπρου, transl.: Ekklisía tîs Kýprou, em turco: Kıbrıs Kilisesi) é uma Igreja ortodoxa autocéfala, com o território corresponde à ilha do Chipre. Seu Primaz é o Arcebispo de Nova Justiniana e Todo Chipre, com residência em Nicósia, posição ocupada de 17 de maio de 2006 a 7 de novembro de 2022 por Crisóstomo II de Pafos, após a "remoção honorária" de Crisóstomo I, que sofria de Alzheimer.

## História
O Apóstolo Paulo chegou ao Chipre por volta do ano de 45 com Santos Barnabé e Marcos Evangelista, onde, na cidade de Pafos, Sérgio Paulo tornou-se o primeiro oficial romano a se converter ao cristianismo. Por volta do ano de 50, Barnabé retorna ao Chipre, onde institui sua fé em Salamina, pelo que é tradicionalmente considerado o primeiro bispo da ilha. Por volta do fim do século IV, toda a ilha era cristã.
Constituiu-se como jurisdição independente ou autocéfala em 30 de julho de 431 durante o Primeiro Concílio de Éfeso, quando foi canonicamente reconhecido como desvinculado da Igreja de Antioquia. No ano de 478, o encontro miraculoso das relíquias de São Barnabé foi retribuído com privilégios pelo imperador Bizantino Zenão, quando seu primaz foi feito metropolita.
O Chipre sofreu muito com sucessivas invasões árabes, a ponto de uma grande comunidade cipriota, junto com seu bispo, se refugiar na cidade de Nova Justiniana (atual Erdek, em Balıkesir). Por este motivo, mesmo depois de restabelecido, o Arcebispo do Chipre possui o título de Arcebispo de Nova Justiniana e Todo Chipre até hoje. Mais tarde, no período do Reino do Chipre, os ortodoxos sofreriam com a catividade latina, com seus governantes repetidas vezes tentando submetê-los ao uniatismo. Um evento dramático foi o martírio de 13 monges do Mosteiro de Kantara queimados sob acusações de heresia em 1231. Apesar dos atritos iniciais, no entanto, as comunidades ortodoxa e católica latina terminariam convivendo bem. Depois da conquista otomana em 1571, no entanto, a Igreja Ortodoxa foi instituída como liderança do millet cristão da ilha. Hoje, a maioria dos católicos romanos do país é maronita, com apenas quatro paróquias latinas subsistindo no país.
Durante o domínio otomano, apesar da igreja nacional ter ganho amplos poderes políticos, ainda perdeu território com o influxo de turcos na ilha, e foi severamente perseguida após a guerra civil grega, quando o paxá local, Küçük Mehmed, enforcou sumariamente o primaz da Igreja, Arcebispo Cipriano, junto de seu arquidiácono, além de decapitar outros três hierarcas e matar mais centenas de cipriotas. Após a compra da ilha pelo Império Britânico em 1878, por outro lado, a Igreja recebeu mais amplos direitos, vendo muitos muçulmanos se convertendo de volta ao cristianismo ortodoxo. Entre restrições impostas em 1931 e os Acordos de Londres e Zurique em 1959, no entanto, os britânicos chegaram a interferir na administração eclesiástica e mesmo exilar hierarcas.
Hoje, a Igreja Ortodoxa do Chipre tem seu território reduzido pela invasão turca, mas permanece uma instituição influente, com 78% dos cipriotas sendo cristãos ortodoxos, porcentagem que inclui quase todos os gregos do país. Um censo de 1999 indicou que 25% da população, isto é, aproximadamente um terço dos cristãos ortodoxos, vai à igreja semanalmente.

## Estrutura e Hierarquia

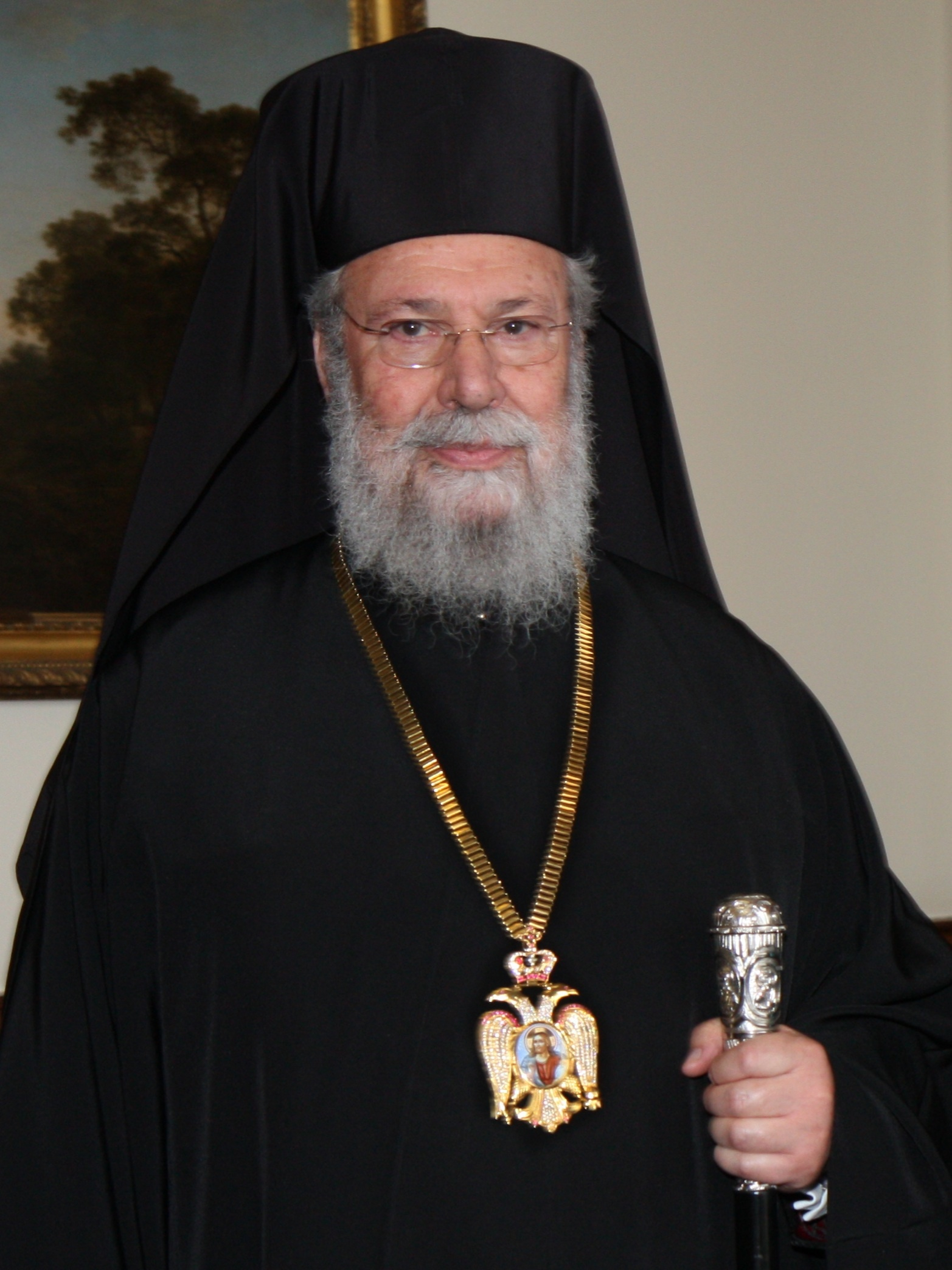
Arcebispo do Chipre, Crisóstomo II

O Santo Sínodo da Igreja de Chipre é a mais alta autoridade da Igreja em Chipre. Sua tarefa é examinar e fornecer soluções em todas as questões relativas à Igreja de Chipre. O Chefe do Santo Sínodo e da Igreja de Chipre é o Arcebispo do Chipre, com o título "Arcebispo de Nova Justiniana e Todo Chipre", posição ocupada de 2006 a 2022 por Crisóstomo II (Heródoto) Dimitriou.

### Metrópoles e Metropolitas
- Metrópole de Pafos e Exarcado de Arsinoé e Romeão - Jorge Papachrysostomou (2006–)
- Metrópole de Cítio e Exarcado de Lárnaca e Pano Lefkara - Crisóstomo Mahairiotis (1973–)
- Metrópole de Cirênia e Exarcado de Lápito e Caravas - Crisóstomo Kykkotis (2011–)[7]
- Metrópole de Limassol, Amato e Cúrio - Atanásio Nikolaou (1999–)
- Metrópole de Morfu e Solos - Neófito (Omiros) Masouras (1998–)
- Metrópole de Constância e Amocosto - Basílio Karajiannis (2007–)
- Metrópole de Cico e Tilíria - Nicéforo Kykkotis (2007–)
- Metrópole de Tamasso e Oreinos - Isaías Kykkotis (2007–)
- Metrópole de Trimitus - Varnavas Stavrovouniotis (2007–)

### Dioceses e Bispos
- Diocese de Carpásia - Cristóvão Tsiakas (2007–)
- Diocese de Arsinoé - Nectário Spyrou (2008–)
- Diocese de Amato - Nicolau Xiouri (2007–)

### Dioceses Titulares e Bispos
- Diocese de Ledra - Epifânio Mahairiotis (2007–)
- Diocese de Citro - Leônio Englistriotis (2007–)
- Diocese de Neápolis - Porfírio Mahairiotis (2007–)
- Diocese de Mesaoria - Gregório Hatziuraniou (2008–)

O Santo Sínodo reúne-se regularmente na primeira semana depois da Páscoa e na primeira quinzena dos meses de fevereiro e setembro. Reúne-se em sessões ad hoc quando o considere necessário ou quando dois dos seus membros apresentem um pedido.